# Burkhard Schwenker
Burkhard Schwenker (* 20. April 1958 in Minden) ist ein deutscher Unternehmensberater. 
Er war Geschäftsführer, Aufsichtsratsvorsitzender und Chairman des Advisory Councils der Unternehmensberatung Roland Berger sowie stellvertretender Vorsitzender der Atlantik-Brücke.
Schwenker ist Mitglied in den Aufsichtsräten diverser Unternehmen und seit 2020 Vorsitzender des Kuratoriums der Zeit-Stiftung.

## Leben

### Ausbildung
Schwenker studierte Mathematik und Betriebswirtschaftslehre an der Universität Bielefeld. Seine Karriere startete er als Vorstandsassistent bei der PWA Papierwerke Waldhof-Aschaffenburg AG. Von 1986 bis 1989 war er wissenschaftlicher Mitarbeiter bei Rolf Wolff an der Nordischen Universität in Flensburg. Dort schloss er im Jahr 1989 seine betriebswirtschaftliche Promotion zum Thema Dienstleistungsunternehmen im Wettbewerb ab, die im Deutschen Universitätsverlag erschien.

### Tätigkeiten in der Privatwirtschaft
Ebenfalls 1989 stieg er bei der Unternehmensberatung Roland Berger (damals: Roland Berger Strategy Consultants) ein. 1992 wurde Schwenker zum Partner des Unternehmens gewählt und übernahm 1994 die Führung des Kompetenzzentrums Corporate Development. Er leitete die Verhandlungen der Partner der Gesellschaft mit der Deutschen Bank über den Management-Buyout von Roland Berger Strategy Consultants im Jahr 2000. 2003 wurde Schwenker zum Vorsitzenden des Executive Committee von Roland Berger Strategy Consultants gewählt und Ende 2006 für eine weitere Amtszeit von den Partnern bestätigt. Von Juli 2010 an war Schwenker Vorsitzender des Aufsichtsrats von Roland Berger Strategy Consultants, bevor er am 4. Mai 2013 erneut zum Vorsitzenden des Executive Committee gewählt wurde.
Schwenker ist als Aufsichtsratsvorsitzender bei der Hamburger Sparkasse, Vorsitzender des Verwaltungsrats der HASPA-Finanzholding und stellvertretender Aufsichtsratsvorsitzender bei der Privatbank M.M. Warburg & CO tätig. Zudem sitzt er als Mitglied in den Aufsichtsräten der Hamburger Hafen und Logistik und des Flughafens Hamburg. Im Mai 2017 wurde er vom Bundeswirtschaftsministerium zum Aufsichtsrat der Hensoldt Unternehmensgruppe ernannt. Schwenker gehört den Beiräten verschiedener Start-up-Unternehmen an.

### Aktivitäten im Hochschulwesen
2008 wurde er durch die HHL Leipzig Graduate School of Management zum Honorarprofessor bestellt. An der HHL unterrichtet Schwenker strategisches Management mit den Schwerpunkten Organisation, Strategie und Unternehmenstransformation. Seit 2009 ist Schwenker zusammen mit Torsten Wulf Akademischer Direktor des HHL Center for Scenario Planning. Darüber hinaus war er bis 2014 Mitglied im Vorstand des Verbandes der deutschen Hochschullehrer für Betriebswirtschaft (VHB) und ist aktuell Stellvertretender Vorsitzender des VHB-Board of Friends.
Schwenker ist Mitglied im Hochschulrat der Technischen Universität Bergakademie Freiberg, im Kuratorium der Dresden International University sowie im Lenkungskreis des Vereins Wissensfabrik – Unternehmen für Deutschland. Er ist außerdem Visiting Fellow an der Saïd Business School der Universität Oxford.

## Gesellschaftspolitisches Engagement

### Stiftungswesen
Seit 2015 gehört Burkhard Schwenker dem Kuratorium der Zeit-Stiftung an, 2020 wurde er Vorsitzender des Gremiums. Er sitzt außerdem im Stiftungsrat der Stiftung lebendige Stadt und war Vorstandsvorsitzender der Roland Berger Stiftung.

### Internationale Zusammenarbeit
Als stellvertretender Vorsitzender der Atlantik-Brücke engagierte sich Schwenker für gute deutsch-amerikanische Beziehungen. Innerhalb der Atlantik-Brücke leitete er die Arbeitsgruppe für Außen- und Sicherheitspolitik. Er gilt als Befürworter eines „europäisch“ werteorientierten und nachhaltigen Management-Ansatzes und schreibt als Gastautor in verschiedenen Wirtschaftsmagazinen über europäische Themen.
Burkhard Schwenker fungiert als Schirmherr des Buchprojekts Jüdische Soldaten – jüdischer Widerstand. Seiner Meinung nach bietet das Buch historische Erfahrungen, die der Bildung einer europäischen Wertegemeinschaft zu Grunde liegen könnten.

### Initiativen
2011 wurde Schwenker in den Vorstand der Hamburger Symphoniker gewählt. Er unterstützt zudem den Verband deutscher Unternehmerinnen (VdU) bei ihrem Projekt „Stärkere Präsenz von Frauen in Aufsichtgremien“. Schwenker war Jury-Mitglied bei einer Reihe von Preisen, darunter dem enable2start-Preis Financial Times Deutschland für innovative Firmengründer, und ist Vorsitzender der Jury bei der Vergabe des Gründerpreises Weconomy der Wissensfabrik.

## Persönliches
Schwenker ist verheiratet, hat drei erwachsene Kinder und lebt in Hamburg. Er engagiert sich in der Flüchtlingshilfe und war als Vorstand der Roland Berger Stiftung maßgeblich an der Studie „Die Flüchtlingskrise als Chance“ beteiligt. Er hat zudem die Patenschaft für einen afghanischen Geflüchteten übernommen.

## Veröffentlichungen
- Burkhard Schwenker: Dienstleistungsunternehmen im Wettbewerb: Marktdynamik und strategische Entwicklungslinien. Deutscher Universitätsverlag, Wiesbaden 1989, ISBN 3-8244-0033-2.
- Burkhard Schwenker, Stefan Bötzel: Auf Wachstumskurs: Erfolg durch Expansion und Effizienzsteigerung Springer, Berlin/Heidelberg/New York 2006, ISBN 978-3-540-26755-3.
- Burkhard Schwenker, Klaus Spremann: Unternehmerisches Denken zwischen Strategie und Finanzen: Die vier Jahreszeiten der Unternehmung. Springer Verlag, Berlin 2007, ISBN 978-3-540-75950-8.
- Burkhard Schwenker, Klaus Spremann: Management between strategy and finance: the four seasons of business. Springer Verlag, Berlin/Heidelberg 2009, ISBN 978-3-540-85274-2.
- Burkhard Schwenker, Thomas Clark: Europe's Hidden Potential: How the 'Old Continent' Cold Turn into a New Superpower. A&C Black Business Information and Development 2013, ISBN 978-1-4081-9228-3.
- Burkhard Schwenker, Torsten Wulf: Scenario-based Strategic Planning: Developing Strategies in an Uncertain World. Springer-Verlag Berlin und Heidelberg 2013, ISBN 978-3-658-02874-9.
- Burkhard Schwenker, Barbara Dauner-Lieb: Gute Strategie: Der Ungewissheit offensiv begegnen. Campus Verlag 2017, ISBN 978-3-593-50767-5.
- Burkhard Schwenker, Sönke Albers, Wolfgang Ballwieser, Tobias Raffel, Barbara E. Weißenberger: Erfolgsfaktor Betriebswirtschaftslehre: Was sie leistet und warum wir sie brauchen. Verlag Franz Vahlen 2020, ISBN 978-3-8006-6522-8.